# Sollevamento pesi ai Giochi della XIX Olimpiade - Pesi mediomassimi
La competizione della categoria pesi  mediomassimi (fino a 90 kg) di sollevamento pesi ai Giochi della XIX Olimpiade si è svolta il giorno 18 ottobre 1968 al Teatro de los Insurgentes di Città del Messico.
Favorito era un finlandese, Kaarlo Kangasniemi, l'attuale detentore del record mondiale con 522,5 kg. A sfidarlo il sovietico Jaan Talts, che nel 1967 era diventato il primo mediomassimo a infrangere la barriera dei 500 kg. Alla fine, Kangasniemi dominò la “distensione lenta” e lo “strappo”, mentre Talts vinse nello “slancio”. Per la somma delle alzate l'oro è andato al finlandese per 10 kg, con Talts che ha vinto l'argento. Il bronzo è andato al polacco Marek Gołąb, che aveva anche vinto il bronzo ai campionati del mondo del 1966 e ai campionati europei del 1964 e del 1966.

## Regolamento
La classifica era ottenuta con la somma delle migliori alzate delle seguenti 3 prove:
- Distensione lenta
- Strappo
- Slancio

Su ogni prova ogni concorrente aveva diritto a tre alzate. In caso di parità vinceva il sollevatore che pesava meno.

## Risultati
| Pos.    | Atleta                    | Nazione          | Peso Atleta | Totale | Distensione lenta | Distensione lenta | Distensione lenta | Strappo | Strappo | Strappo | Slancio | Slancio | Slancio |
| Pos.    | Atleta                    | Nazione          | Peso Atleta | Totale | 1                 | 2                 | 3                 | 1       | 2       | 3       | 1       | 2       | 3       |
| ------- | ------------------------- | ---------------- | ----------- | ------ | ----------------- | ----------------- | ----------------- | ------- | ------- | ------- | ------- | ------- | ------- |
| Oro     | Kaarlo Kangasniemi        | Finlandia        | 88,6        | 517,5  | 165,0             | 170,0             | 172,5             | 150,0   | 155,0   | 157,5   | 182,5   | 187,5   | 190,0   |
| Argento | Jaan Talts                | Unione Sovietica | 89,5        | 507,5  | 160,0             | 160,0             | 167,5             | 142,5   | 150,0   | 150,0   | 185,0   | 190,0   | 197,5   |
| Bronzo  | Marek Gołąb               | Polonia          | 89,2        | 495,0  | 160,0             | 165,0             | 170,0             | 140,0   | 145,0   | 147,5   | 180,0   | 185,0   | 185,0   |
| 4       | Bo Johansson              | Svezia           | 87,5        | 492,5  | 165,0             | 165,0             | 170,0             | 145,0   | 145,0   | 150,0   | 182,5   | 187,5   | 187,5   |
| 5       | Jaakko Kailajärvi         | Finlandia        | 88,4        | 485,0  | 145,0             | 150,0             | 150,0             | 150,0   | 150,0   | 150,0   | 185,0   | 190,0   | 200,0   |
| 6       | Árpád Nemessányi          | Ungheria         | 89,6        | 482,5  | 145,0             | 150,0             | 152,5             | 140,0   | 145,0   | 150,0   | 182,5   | 187,5   | 187,5   |
| 7       | Phil Grippaldi            | Stati Uniti      | 88,9        | 477,5  | 155,0             | 155,0             | 160,0             | 132,5   | 137,5   | 142,5   | 177,5   | 185,0   | 185,0   |
| 8       | Vítězslav Országh         | Cecoslovacchia   | 89,2        | 462,5  | 150,0             | 155,0             | 157,5             | 130,0   | 135,0   | 135,0   | 170,0   | 170,0   | 175,0   |
| 9       | Bart Bartholomew          | Stati Uniti      | 89,9        | 457,5  | 147,5             | 155,0             | 155,0             | 125,0   | 125,0   | 125,0   | 170,0   | 177,5   | 177,5   |
| 10      | Pierre Gourrier           | Francia          | 86,5        | 455,0  | 135,0             | 140,0             | 142,5             | 137,5   | 142,5   | 142,5   | 177,5   | 185,0   | 185,0   |
| 11      | Bakr El-Sayed Bassam      | Rep. Araba Unita | 88,9        | 455,0  | 130,0             | 135,0             | 135,0             | 135,0   | 142,5   | 145,0   | 170,0   | 180,0   | 185,0   |
| 12      | Yun Seog-Won              | Corea del Sud    | 89,6        | 455,0  | 145,0             | 145,0             | 150,0             | 130,0   | 135,0   | 137,5   | 170,0   | 175,0   | 175,0   |
| 13      | Jean-Pierre Van Lerberghe | Belgio           | 88,5        | 447,5  | 147,5             | 155,0             | 155,0             | 130,0   | 135,0   | 135,0   | 165,0   | 170,0   | 170,0   |
| 14      | Stergios Tsoukas          | Grecia           | 89,0        | 435,0  | 140,0             | 140,0             | 142,5             | 125,0   | 130,0   | 130,0   | 165,0   | 165,0   | 170,0   |
| 15      | Efrain Gusquiza           | Perù             | 89,2        | 430,0  | 142,5             | 142,5             | 142,5             | 120,0   | 125,0   | 125,0   | 162,5   | 167,5   | 170,0   |
| 16      | Andrés Martínez           | Cuba             | 89,1        | 427,5  | 130,0             | 130,0             | 137,5             | 125,0   | 130,0   | 130,0   | 167,5   | 172,5   | 175,0   |
| 17      | Gaber Ali Hafez           | Rep. Araba Unita | 89,0        | 425,0  | 140,0             | 140,0             | 150,0             | 120,0   | 125,0   | 125,0   | 155,0   | 165,0   | 170,0   |
| 18      | Cheng Sheng-Teh           | Taiwan           | 89,5        | 425,0  | 130,0             | 137,5             | 137,5             | 135,0   | 135,0   | 142,5   | 160,0   | 167,5   | 167,5   |
| 19      | Leong Chim Seong          | Malaysia         | 89,0        | 422,5  | 135,0             | 142,5             | 142,5             | 120,0   | 120,0   | 125,0   | 160,0   | 160,0   | 167,5   |
| 20      | Sylvanus Blackman         | Gran Bretagna    | 87,7        | 420,0  | 132,5             | 137,5             | 140,0             | 120,0   | 125,0   | 130,0   | 162,5   | 170,0   | 170,0   |
| 21      | Paul Bjarnason            | Canada           | 82,6        | 407,5  | 125,0             | 130,0             | 130,0             | 127,5   | 132,5   | 132,5   | 155,0   | 155,0   | 162,5   |
| 22      | Fernando Torres           | Porto Rico       | 89,3        | 405,0  | 130,0             | 135,0             | 135,0             | 115,0   | 115,0   | 120,0   | 155,0   | 162,5   | 162,5   |
| 23      | Fernando Esquivel         | Costa Rica       | 88,9        | 370,0  | 115,0             | 120,0             | 125,0             | 100,0   | 105,0   | 110,0   | 140,0   | 145,0   | 150,0   |
| -       | Louis Martin              | Gran Bretagna    | 89,1        | 305,0  | 150,0             | 157,5             | 160,0             | 135,0   | 140,0   | 145,0   | 192,5   | 192,5   | 192,5   |
| -       | Óskar Sigurpálsson        | Islanda          | 86,7        | 145,0  | 145,0             | 152,5             | 155,0             | 115,0   | 115,0   | 115,0   | -       | -       | -       |
| -       | Oscar Nobua               | Argentina        | 89,8        | 125,0  | 117,5             | 125,0             | 130,0             | 115,0   | 115,0   | 115,0   | -       | -       | -       |
| -       | Juan Benavides            | Cuba             | 89,5        | 0,0    | 135,0             | 135,0             | 135,0             | -       | -       | -       | -       | -       | -       |
| -       | Géza Tóth                 | Ungheria         | 88,8        | 0,0    | 150,0             | 150,0             | 150,0             | -       | -       | -       | -       | -       | -       |
| -       | Alfred Steiner            | Francia          | 87,4        | 0,0    | 157,5             | 157,5             | 157,5             | -       | -       | -       | -       | -       | -       |